# ビュールレ・コレクション
ビュールレ・コレクションは、ビュールレ財団コレクション（ - ざいだん - 、ドイツ語: Stiftung Sammlung E. G. Bührle、英語: Foundation E.G. Bührle Collection) の日本語通称。
武器商人で美術収集家かつパトロンであったエミール・ゲオルク・ビュールレが、家族と共に故郷ドイツから1937年に移り住んで以降、スイスのチューリッヒの邸宅を飾るために収集した美術品群であり、それを一般に開放していた美術館（2015年閉館）をも指す。美術館は邸宅の別棟を改装した施設である。コレクションの主体は印象派とポスト印象派の油彩画。施設はチューリッヒ湖を見渡す丘の上に所在し、窓から見える景色も観光的価値がある。公式ウェブサイト上では「バーチャルツアー」として擬似的に館内を探訪でき、各展示ごとに解説を見ることができる。

## 形成
エミールは美術に関心が高く、大学で美術史や哲学を学んだ。1913年、ベルリンのナショナルギャラリーで鑑賞した印象派絵画へ特に心惹かれた。銀行家の娘と結婚して、チューリッヒに移住。仕事のかたわら、第二次世界大戦など戦乱の余波でスイスに集まっていた名画を購入・保管した。孤独を好む性格であったため、集めた作品はひとりで鑑賞することが多く、ほかに見たのは親しい友人や一部の研究家のみであった。
1956年にエミールが死去すると、遺族は、相続税支払いのためコレクションを売却する代わりに財団を設立して所有権を移す方法を選択。保管場所であった邸宅を美術館に改装し、1960年にオープンさせた。

## 所蔵作品
ここでは、主要な所蔵作品について解説する。作者は早く生まれた者から順に記載し、各人の作品は先に制作されたものから順に記載する。作品名の直後に添えたリンクは外部リンクで、当該作品の良質な画像である。□印を添えたものは下段にて画像の表示あり。2008年の盗難事件関連作品には【盗2008】の目印を添える。
- フランス・ハルス（1581年/1585年頃 - 1666年）
  - 『男の肖像』／1660-66年。

- アントーニオ・カナール（カナレット）（1697年 - 1768年）
  - 『カナル・グランデ、ヴェネツィア』／1738-42年。
  - 『サンタ・マリア・デッラ・サルーテ聖堂、ヴェネツィア』／1738-42年。

- フランチェスコ・グアルディ（1712年 - 1793年）
  - 『サン・マルコ沖、ヴェネツィア』／1780-85年。

- ドミニク・アングル（1780年 - 1867年）
  - 『イポリット＝フランソワ・ドゥヴィレの肖像』／1811年。
  - 『アングル夫人の肖像』／1814年頃。緻密な描写で知られるアングルが荒いタッチを用いた珍しい作品。

- ジャン＝バティスト・カミーユ・コロー（1796年-1875年）
  - 『読書する少女』／1845-50年。□

- ウジェーヌ・ドラクロワ（1798年 - 1863年）
  - 『アポロンの凱旋』／1853年頃。
  - 『モロッコのスルタン』／1862年。□

- ギュスターヴ・クールベ（1819年 - 1877年）
  - 『ある狩人の肖像』／1849-50年。□
  - 『彫刻家ルブッフの肖像』／1863年。

- ピエール・ピュヴィス・ド・シャヴァンヌ（1824年 - 1898年）
  - 『コンコルディア（習作）』／1859-61年。

- カミーユ・ピサロ（1830年 - 1903年）
  - 『会話、ルーヴシエンヌ』／1870年。
  - 『ルーヴシエンヌの雪道』／1870年頃。
  - 『オニーからポントワーズヘ向かう道 − 霜』／1873年。

- エドゥアール・マネ（1832年 - 1883年）
  - 『オリエンタル風の衣装をまとった若い女』／1871年。
  - 『燕』／1873年。□
  - 『自殺』／1877-81年。仏題 Le Suicidé。□
  - 『ベルヴュの庭の隅（フランス語版）』／1880年。□
  - 『ワシミミズク』／1881年。

- エドガー・ドガ（1834年 - 1917年）
  - 『ピアノの前のカミュ夫人』／1869年。□
  - 『リュドヴィック・ルピック伯爵と娘たち（英語版）』／1871年頃。□【盗2008】
  - 『出走前』／1878-80年。
  - 『14歳の小さな踊り子』／1880-81年の油彩画。
    - ブロンズ像「14歳の小さな踊り子」／1932-36年。

  - 『待合室の踊子たち』／1889年頃。　[* 1]
  - （英題）Dancers in a landscape
1897年頃。仏題 Danseuses dans un paysage。踊り子を描いた数ある作品の一つ。山を遠望する野外での踊り子たちのレッスン風景を描いたもの。□

- アンリ・ファンタン＝ラトゥール（1836年 - 1904年）
  - 『パレットを持つ自画像』／1861年。

- ポール・セザンヌ（1839年 - 1906年）
  - 『聖アントニウスの誘惑』／1870年頃。
  - （英題）L'Estaque, Melting Snow ／1871年頃。エスタックの雪解けの景色。□
  - 『扇子を持つセザンヌ夫人の肖像』／1878-88年。
  - 『風景』／1879年頃。
  - 『パレットを持つ自画像』／1890年頃。□
  - 『赤いチョッキの少年（英語版）』
1894年もしくは1895年の作。ビュールレは「自分のコレクションの中心であり、誇りである」と語っていた。□【盗2008】　[* 1]
  - 『サント・ヴィクトワール山（ビュールレ・コレクション）』
1904-1906年。サント・ヴィクトワール山を描いた連作『サント・ヴィクトワール山（フランス語版）』のうち、当コレクション収蔵の1枚。スイス国内にある2枚のうちの1枚。□
  - 『庭師ヴァリエ（老庭師）』／1904-06年。

- アルフレッド・シスレー（1839年 - 1899年）
  - 『ハンプトン・コートのレガッタ』／1874年。
  - 『プージヴァルの夏』／1876年。

- クロード・モネ（1840年 - 1926年）
  - 『ヴェトゥイユ近郊のひなげし畑（イタリア語版）』／1880年。□【盗2008】
  - 『ジヴェルニーのモネの庭』／1895年頃。
  - 『陽を浴びるウォータールー橋、ロンドン』／1899-1901年。
  - 『睡蓮の池、緑の反映』
1920-26年。高さ2メートル×幅4メートルの大作[3]。1952年[6]、ビュールレはモネの遺族から『睡蓮』3点を破格の安値で購入したが、2点をチューリッヒ美術館に寄贈し、この1点を自身のコレクションとした[2][7]。安かったのは、当時においてこれほどの大きさの絵画は装飾芸術として軽んじられていたからである[7]。その後、評価は一転し、スイス国外に一度も出されることのない門外不出の傑作[3]となった。そのような本作であるが、2018年（平成30年）2月14日から5月7日まで日本の国立新美術館で開催される『至上の印象派展 ビュールレ・コレクション』の出展作品の一つとして、初めて国外に出た[4]。　[* 1]

- ピエール＝オーギュスト・ルノワール（1841年 - 1919年）
  - 『アルフレッド・シスレーの肖像』／1864年。
  - 『イレーヌ・カーン・ダンヴェール嬢』
1880年。別名『イレーヌ・カーン・ダンヴェール嬢（可愛いイレーヌ）』[8]。銀行家ルイ・カーン・ダンヴェール（フランス語版）伯爵の長女で当時8歳の美少女であったイレーヌを描いた世界的に有名な作品で[2]。ビュールレが老年のイレーヌ本人から競売を通じて直接購入した[2]。　□　[* 1]
  - 『夏の帽子』／1893年。
  - 『泉』／1906年。

- ポール・ゴーギャン（1848年 - 1903年）
  - 『肘掛椅子の上のひまわり』／1901年。□
  - 『贈りもの』／1901年。別名『奉納』　□

- フィンセント・ファン・ゴッホ（1853年 - 1890年）
  - 『古い塔』／1884年。
  - 『自画像』／1887年。
  - 『アニエールのセーヌ川にかかる橋』／1887年。
  - 『日没を背に種まく人』／1888年。別名『種をまく人（ミレーによる）』 □　[* 1]
  - 『花咲くマロニエの枝（英語版）』
1890年の油彩画。日本語では『花咲く栗の枝』の訳題でも知られているが、描かれているのは、フランス人にとって親しみ深いマロニエである。□【盗2008】
  - 『二人の農婦（フランス語版）』／1890年。□

- ジョルジュ・スーラ（1859年 - 1891年）
  - 『グランド・ジャット島の日曜日の午後 (1884-1885)』
1884-85年の油彩画。仏題 Étude pour "La Grande Jatte"、英題 Sunday Afternoon on the Island of La Grande-Jatte。数ある習作のうちの1枚で、当コレクション収蔵の1枚。同じ習作のうち、同じタイトルで呼ばれることがあり、製作年まで同じものは、他に5枚が知られている。当コレクションが収蔵するのは、画面手前の日陰に腰を下ろしたシルクハットの男性と犬がいる1枚である。□

- ポール・シニャック（1863年 - 1935年）
  - 『婦人帽子店』／1885-86年。□
  - 『ジュデッカ琿河、ヴェネツィア、朝 (サンタ・マリア・デッラ・サルーテ聖堂) 』／1905年。

- アンリ・ド・トゥールーズ＝ロートレック（1864年 - 1901年）
  - 『コンフェッティ』／1894年。
  - 『メッサリナ』／1900-01年。□

- ピエール・ボナール（1867年 - 1947年）
  - 『アンブロワーズ・ヴォラールの肖像』／1904年頃。
  - 『室内』／1905年頃。

- エドゥアール・ヴュイヤール（1868年 - 1940年）
  - 『訪問者』／1900年頃。
  - 『自画像』／1906年頃。

- アンリ・マティス（1869年 - 1954年）
  - 『雪のサン＝ミシェル橋、パリ』／1897年。

- モーリス・ユトリロ（1883年 - 1955年）
  - 『パンソン丘 (1906)』／1906年。仏題 La Butte Pinson (vers 1906)。
  - （仏題）La Porte Saint-Martin à Paris (vers 1908) ／1908年。

- アメデオ・モディリアーニ（1884年 - 1920年）
  - 『横たわる裸婦』／1916年。□
  - （英題）Junge Frau ／1918年頃。仏題 Jeune femme, vers 1918、伊題 Giovane donna。□

### ギャラリー

コロー『読書する少女』
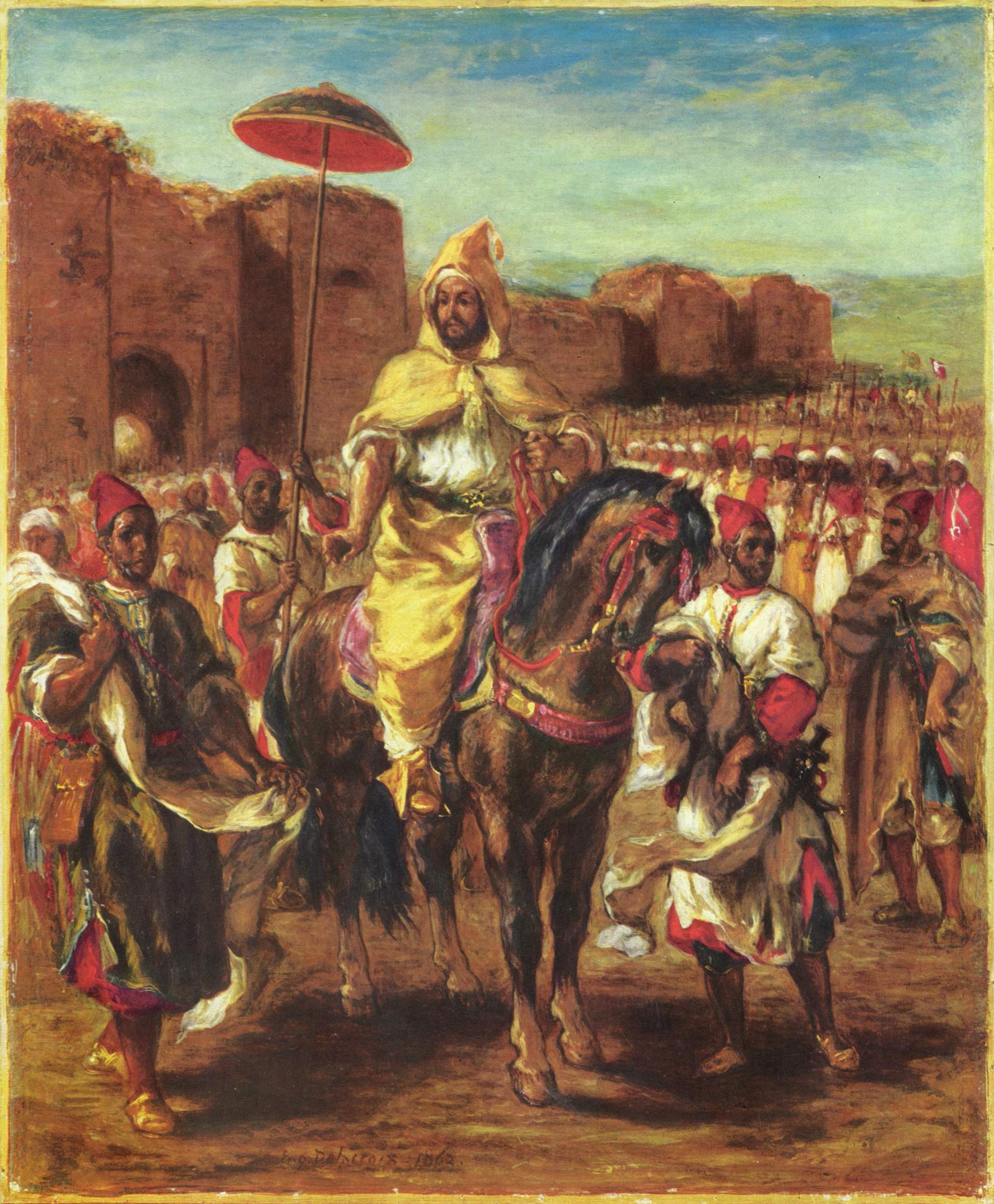
ドラクロワ『モロッコのスルタン』
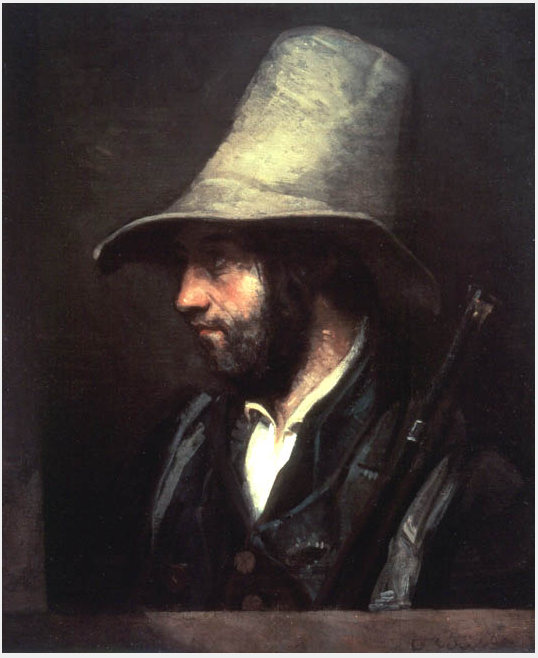
クールベ『ある狩人の肖像』
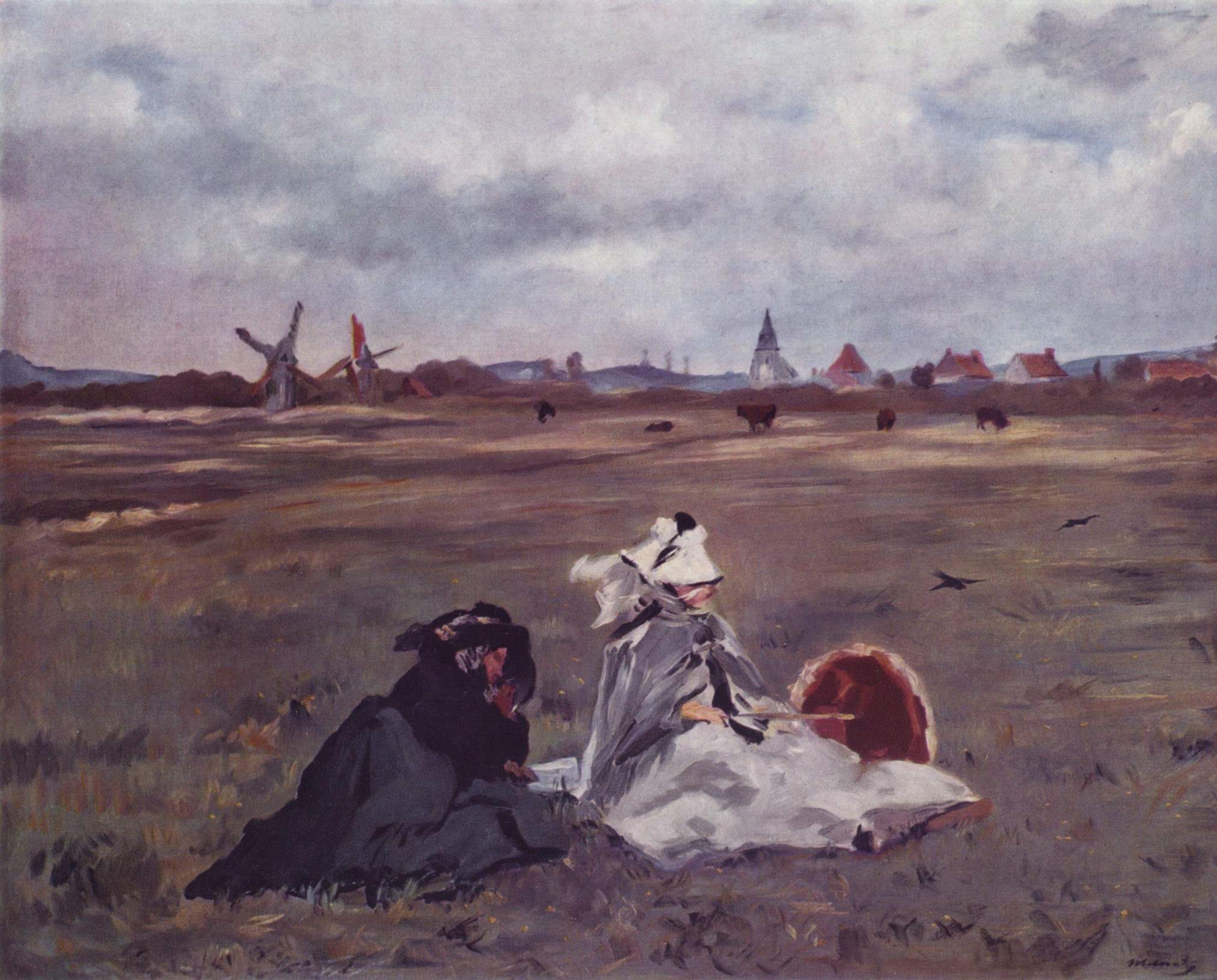
マネ『燕』
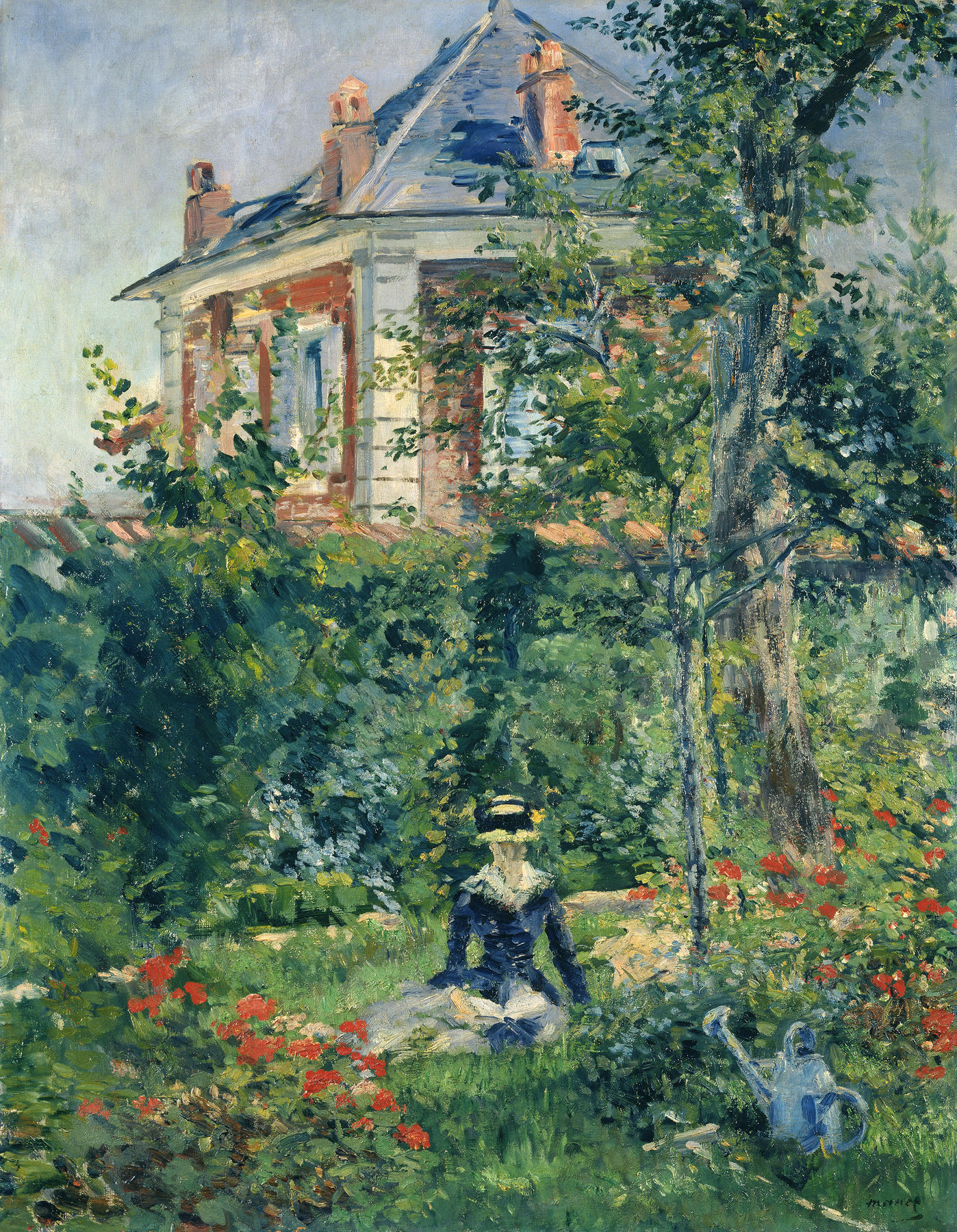
マネ『ベルヴュの庭の隅』
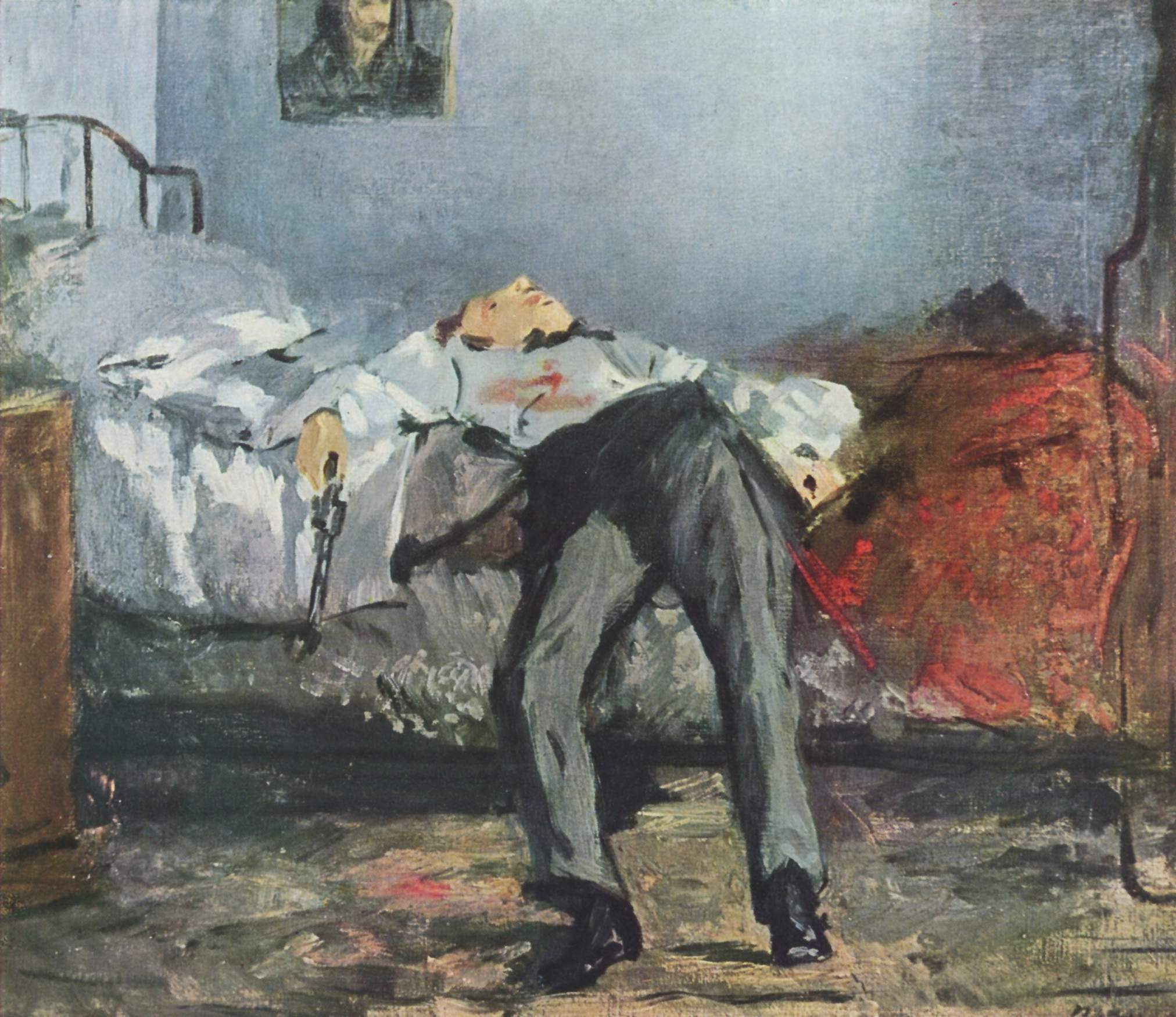
マネ『自殺』
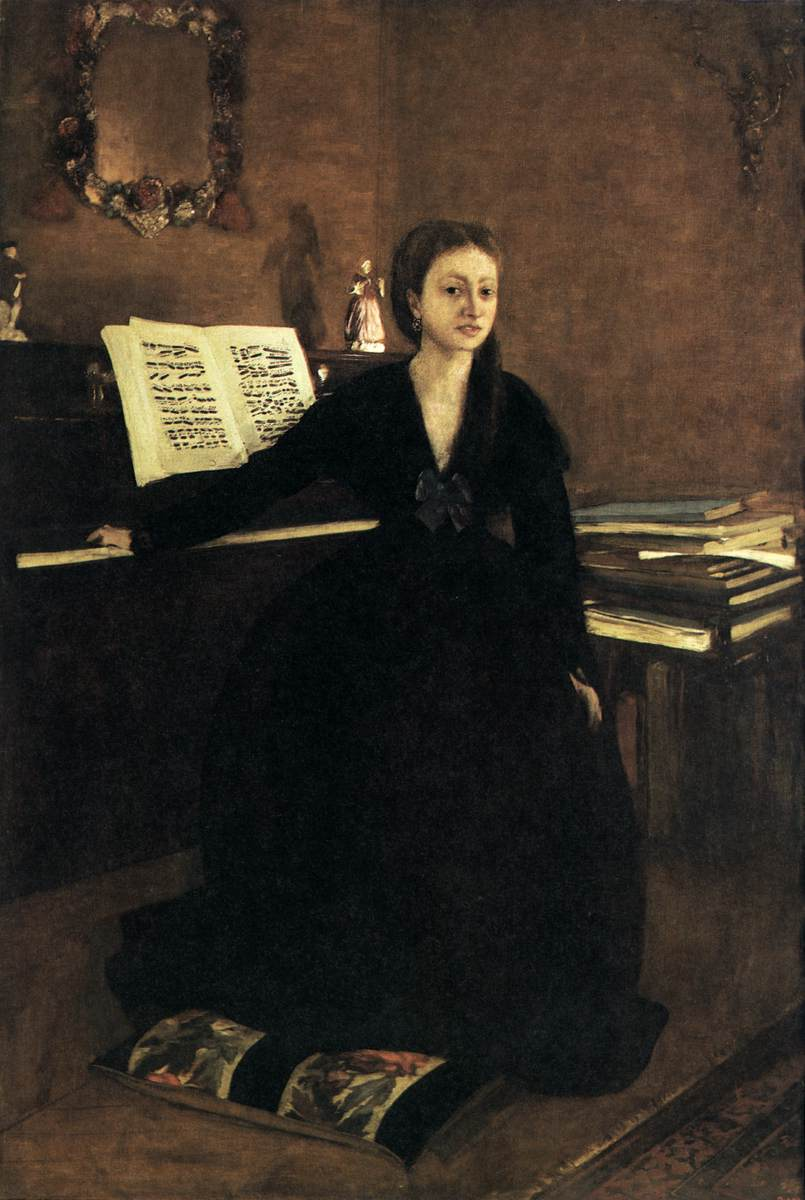
ドガ『ピアノの前のカミュ夫人』
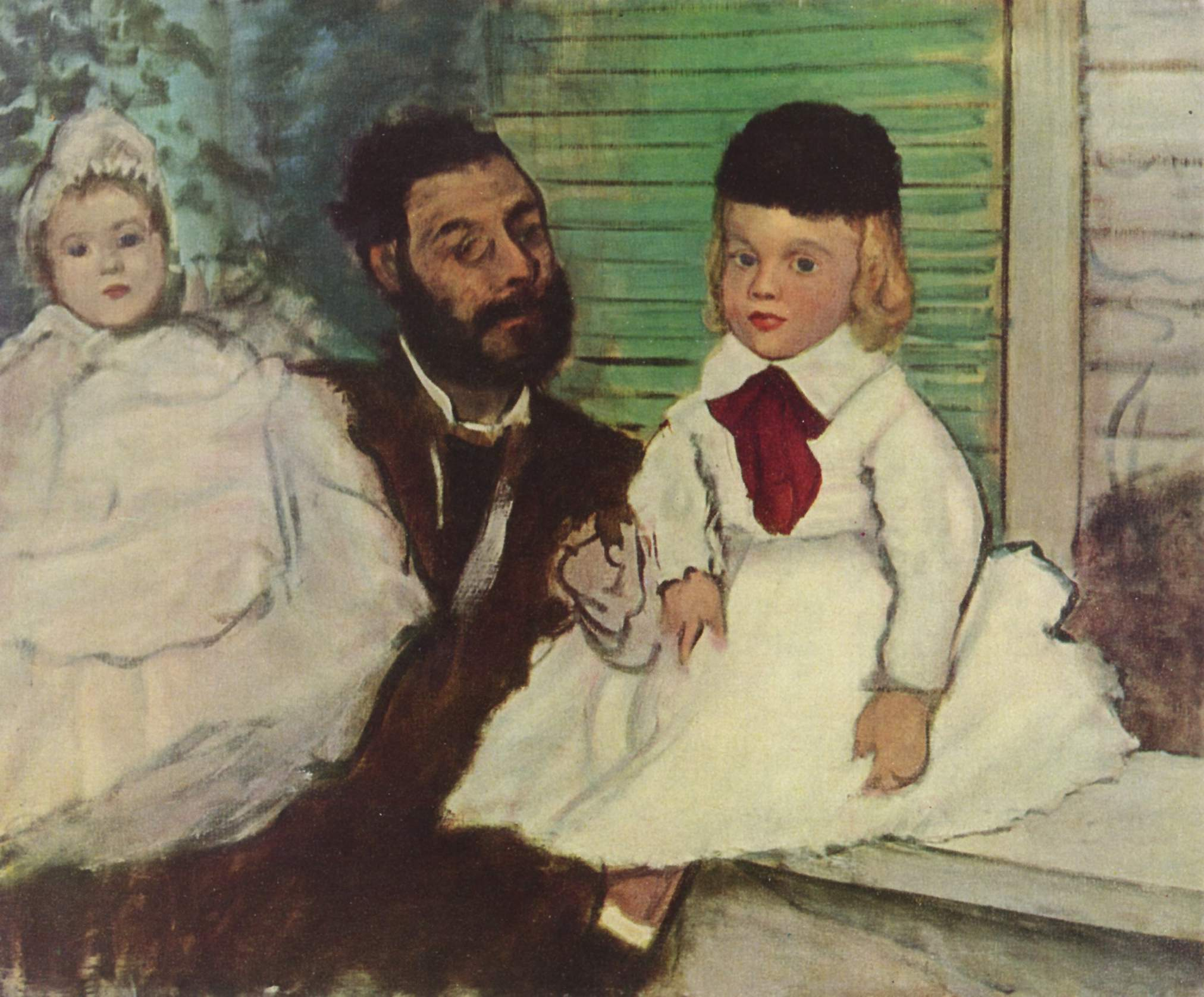
ドガ『リュドヴィック・ルピック伯爵と娘たち』【盗2008】
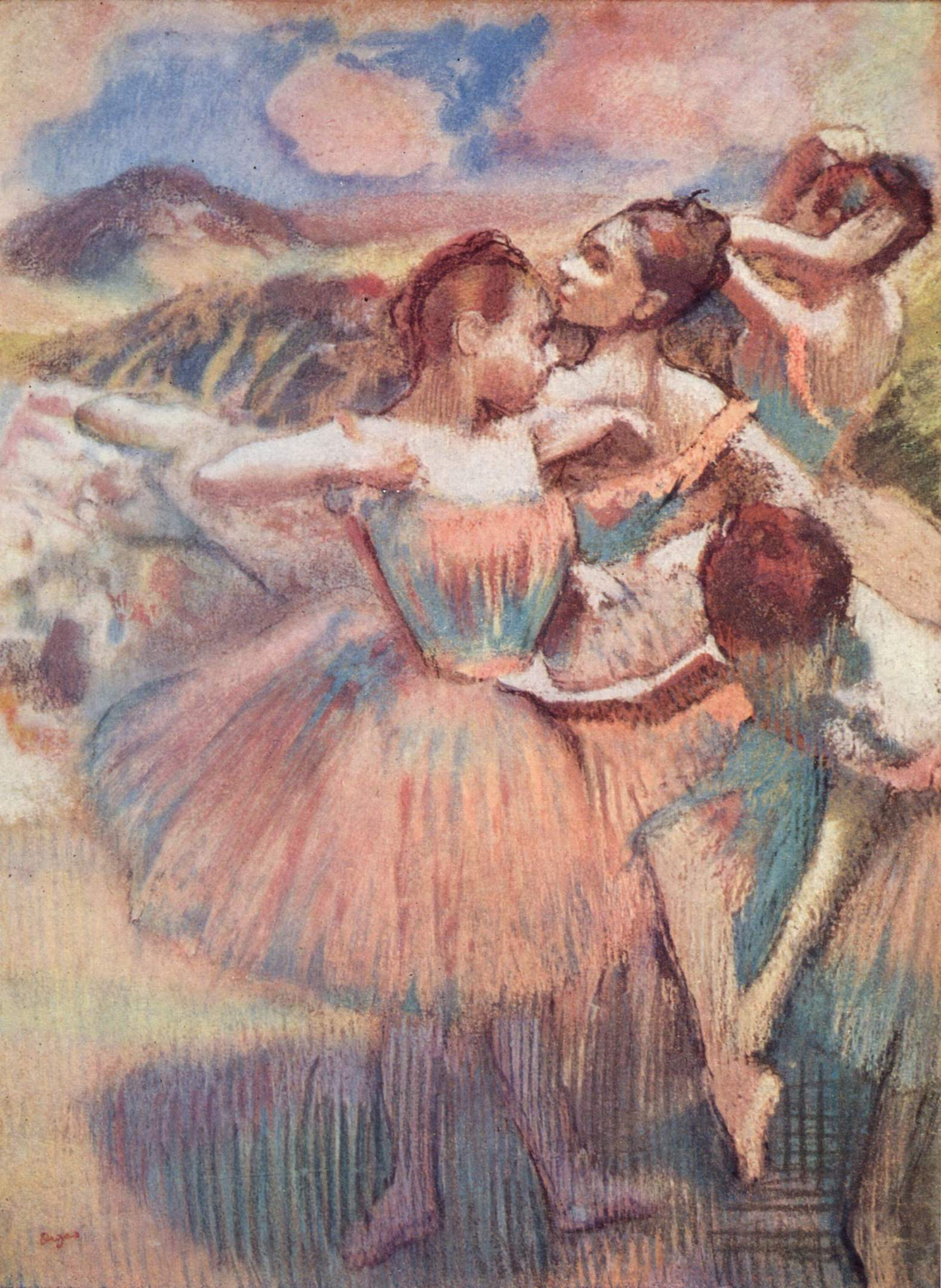
ドガ Dancers in a landscape
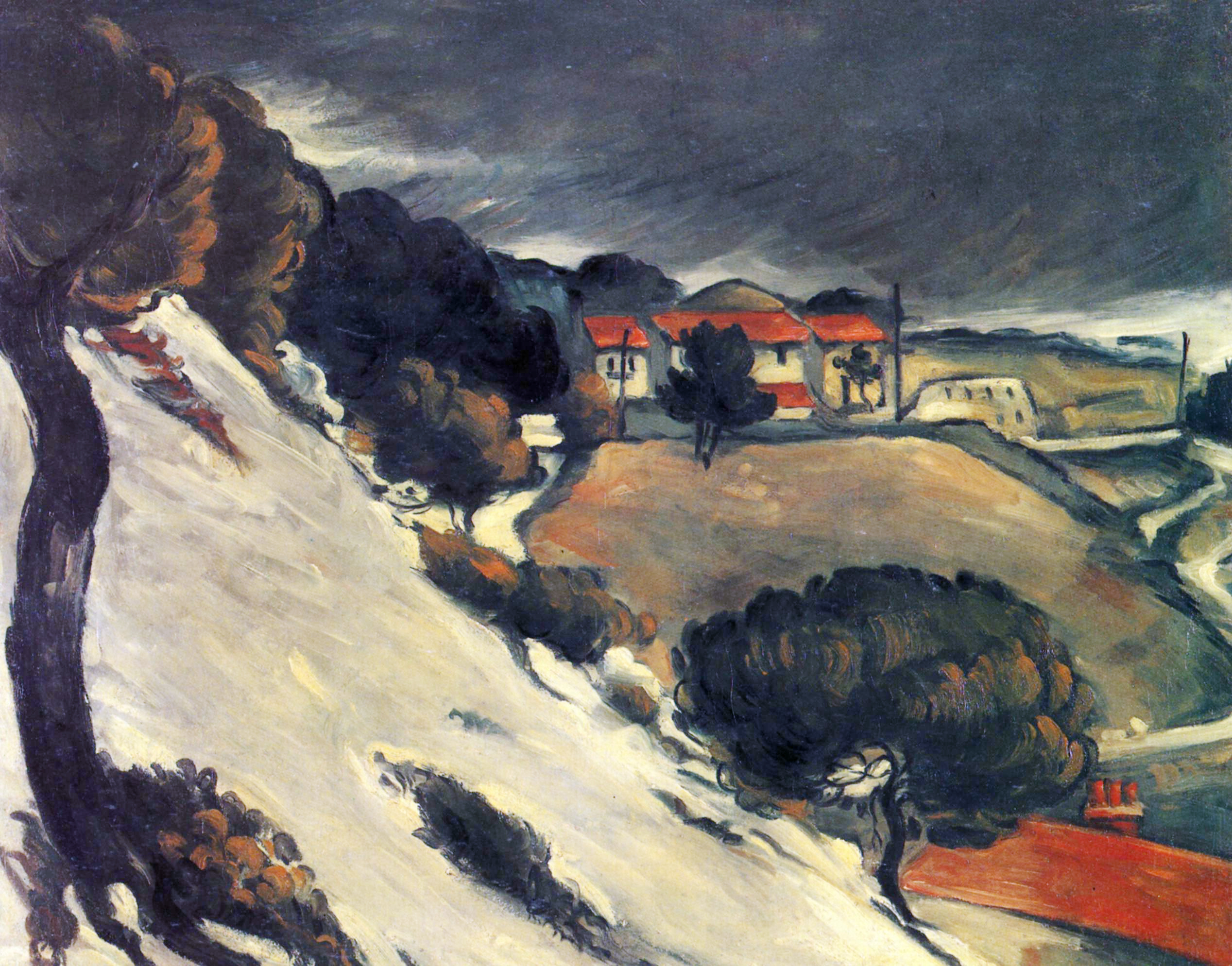
セザンヌ L'Estaque, Melting Snow
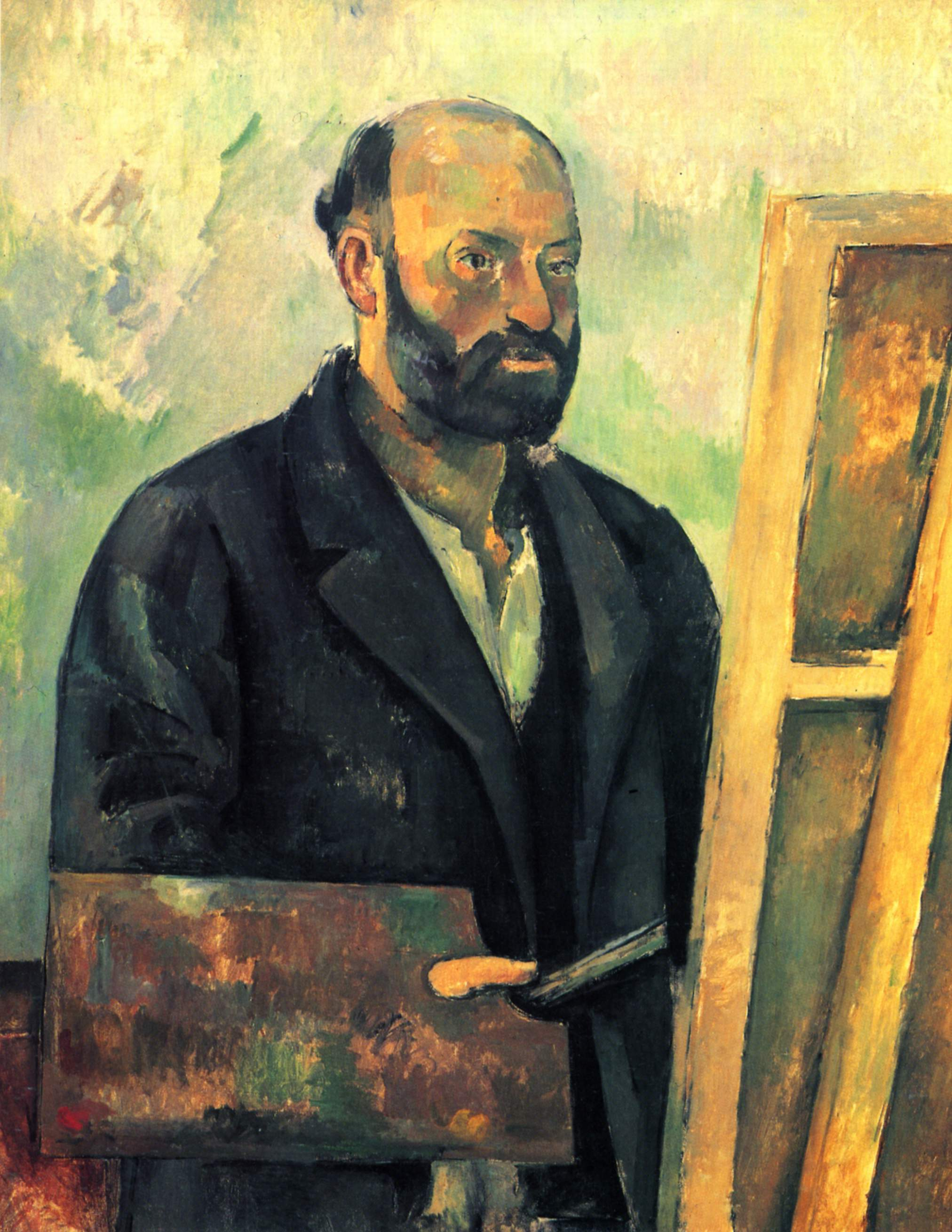
セザンヌ『パレットを持つ自画像』
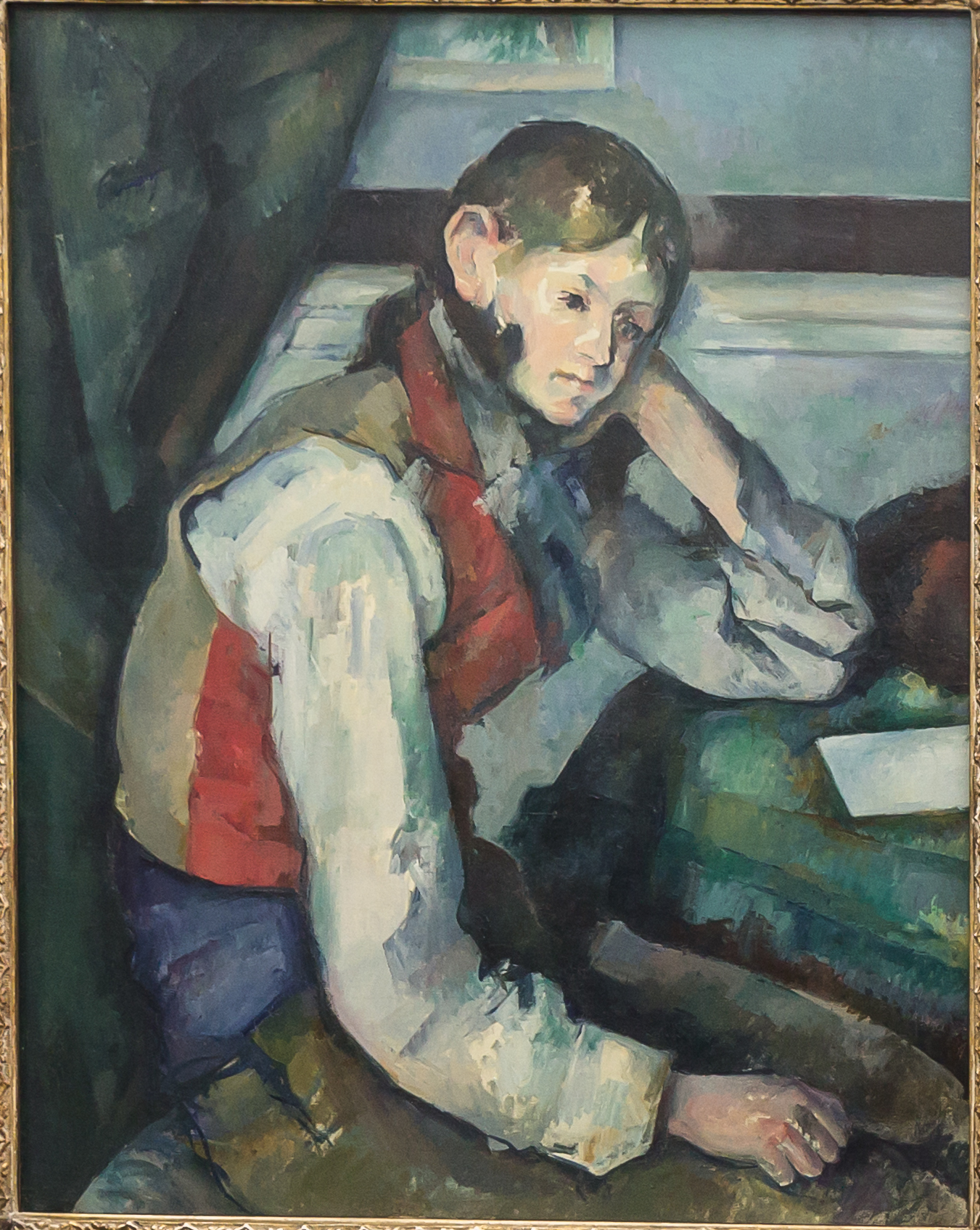
セザンヌ『赤いチョッキの少年』【盗2008】
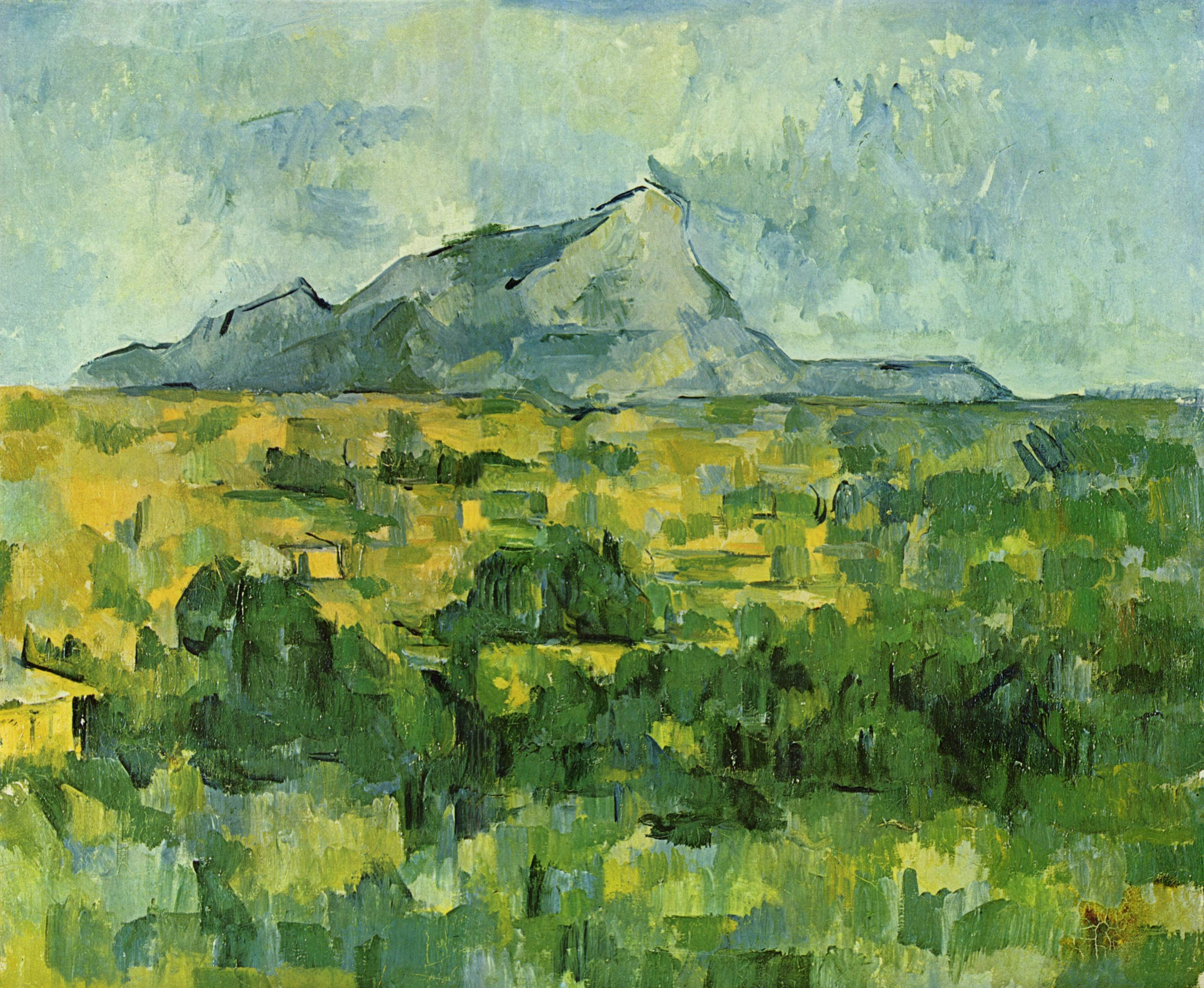
セザンヌ『サント・ヴィクトワール山（ビュールレ・コレクション）』
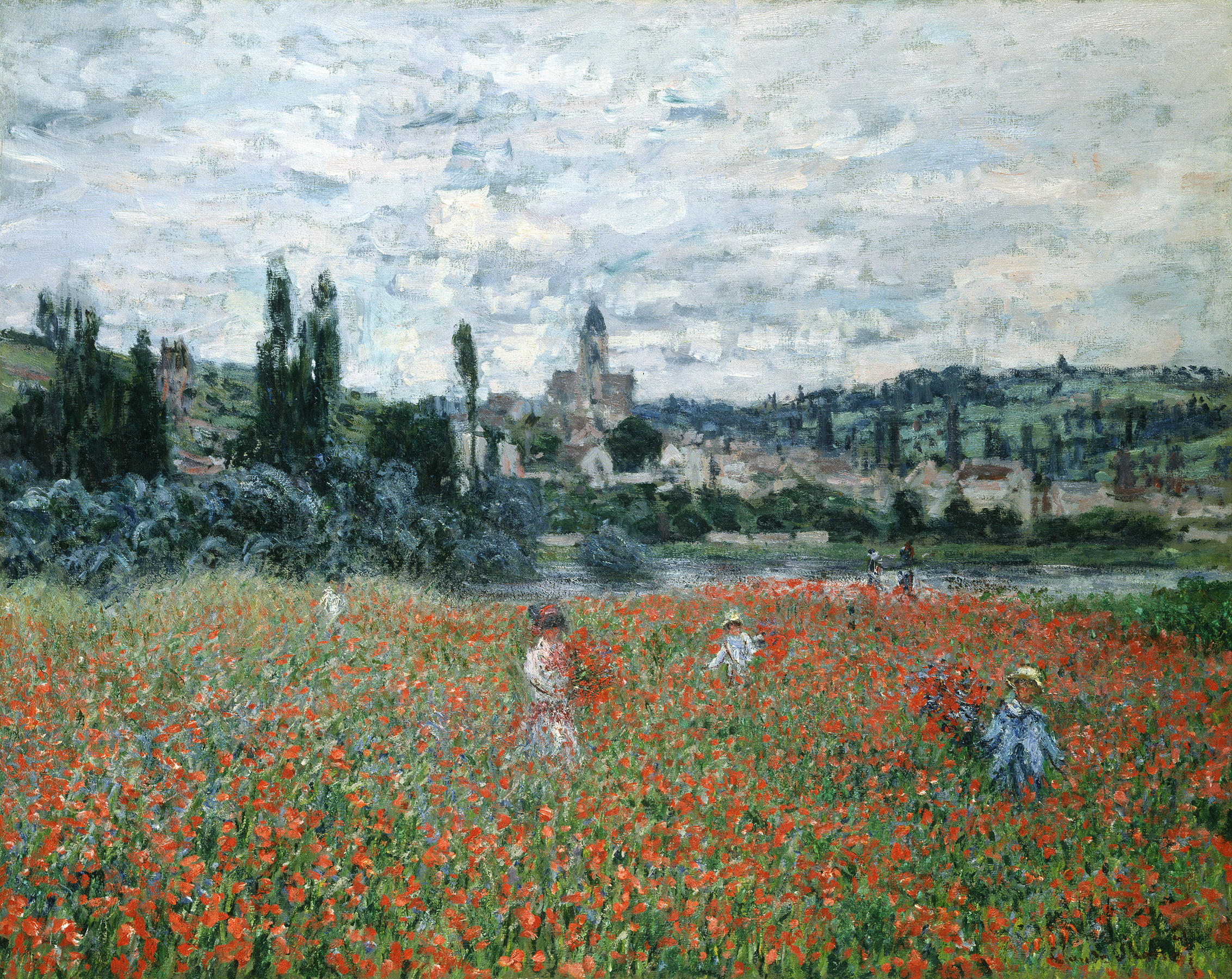
モネ『ヴェトゥイユ近郊のひなげし畑』【盗2008】
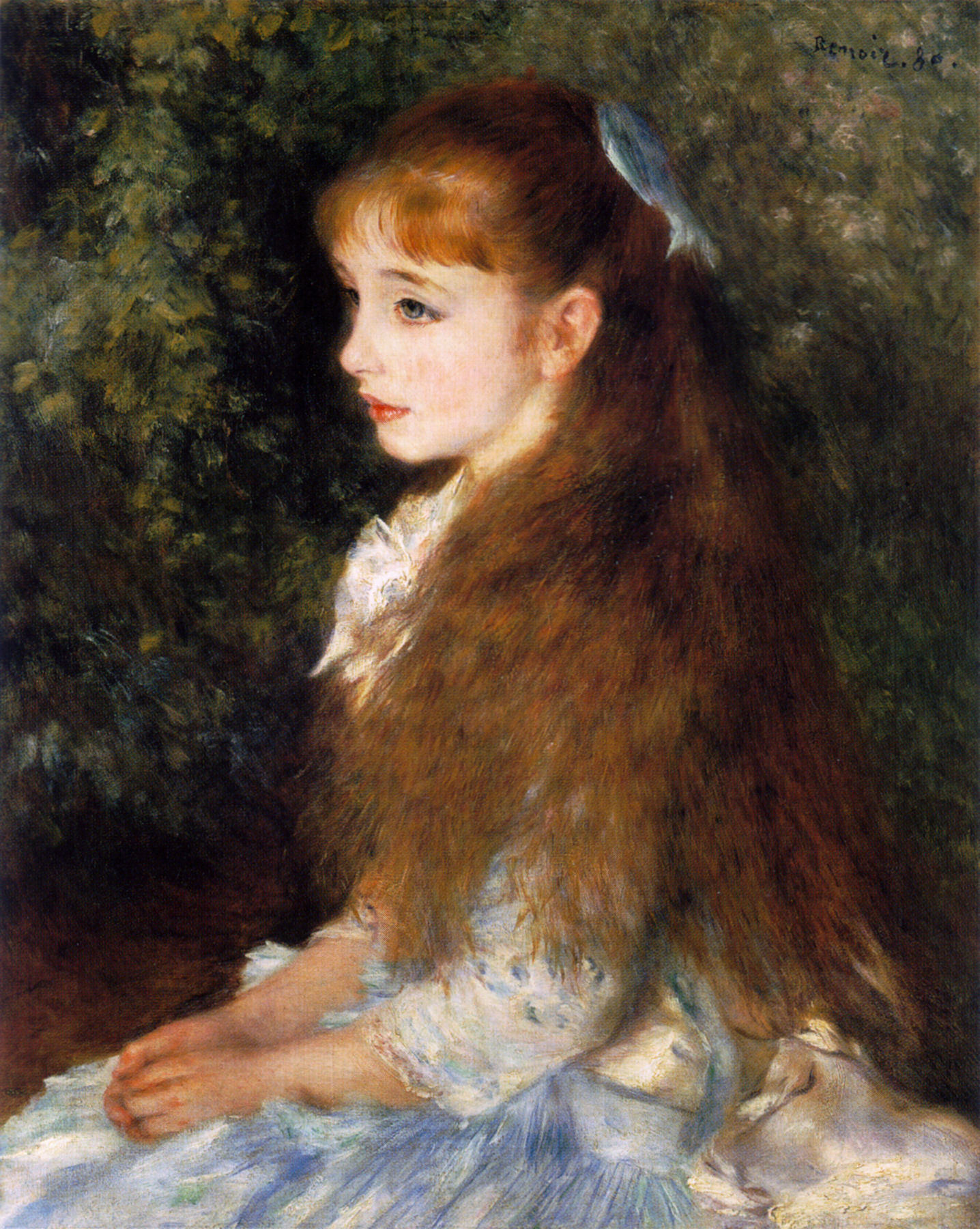
ルノワール『イレーヌ・カーン・ダンヴェール嬢』
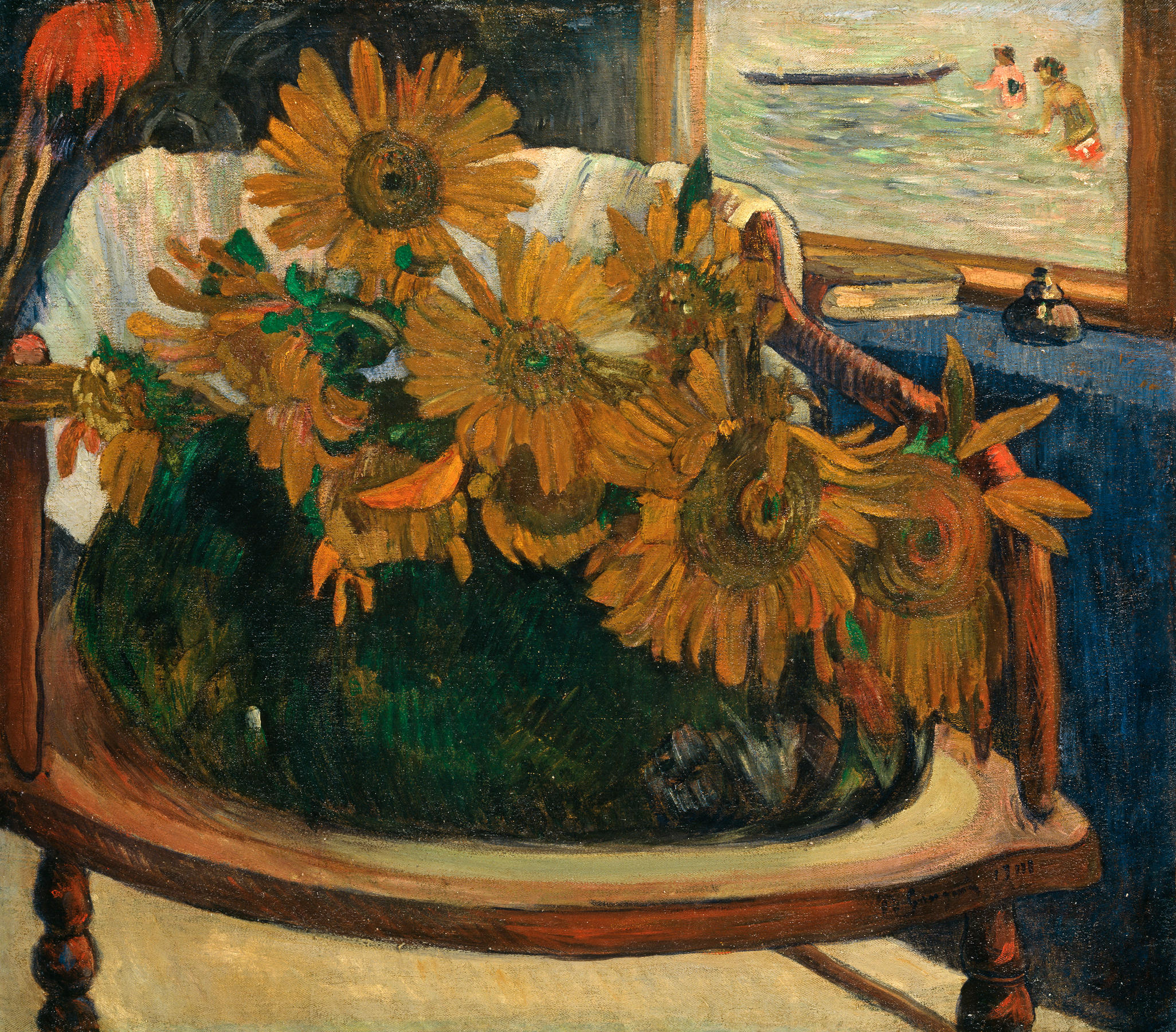
ゴーギャン『肘掛椅子の上のひまわり』
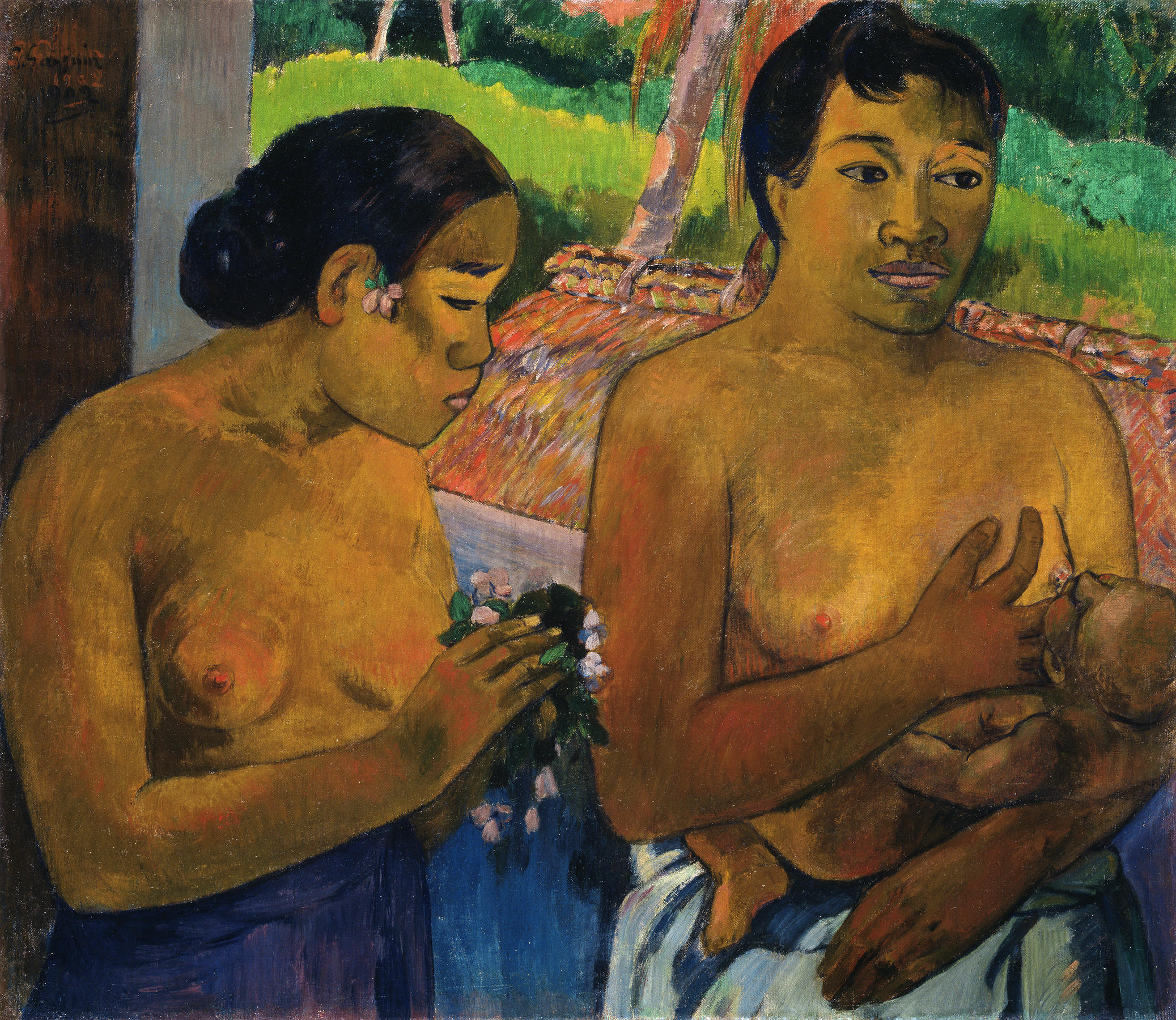
ゴーギャン『贈りもの』
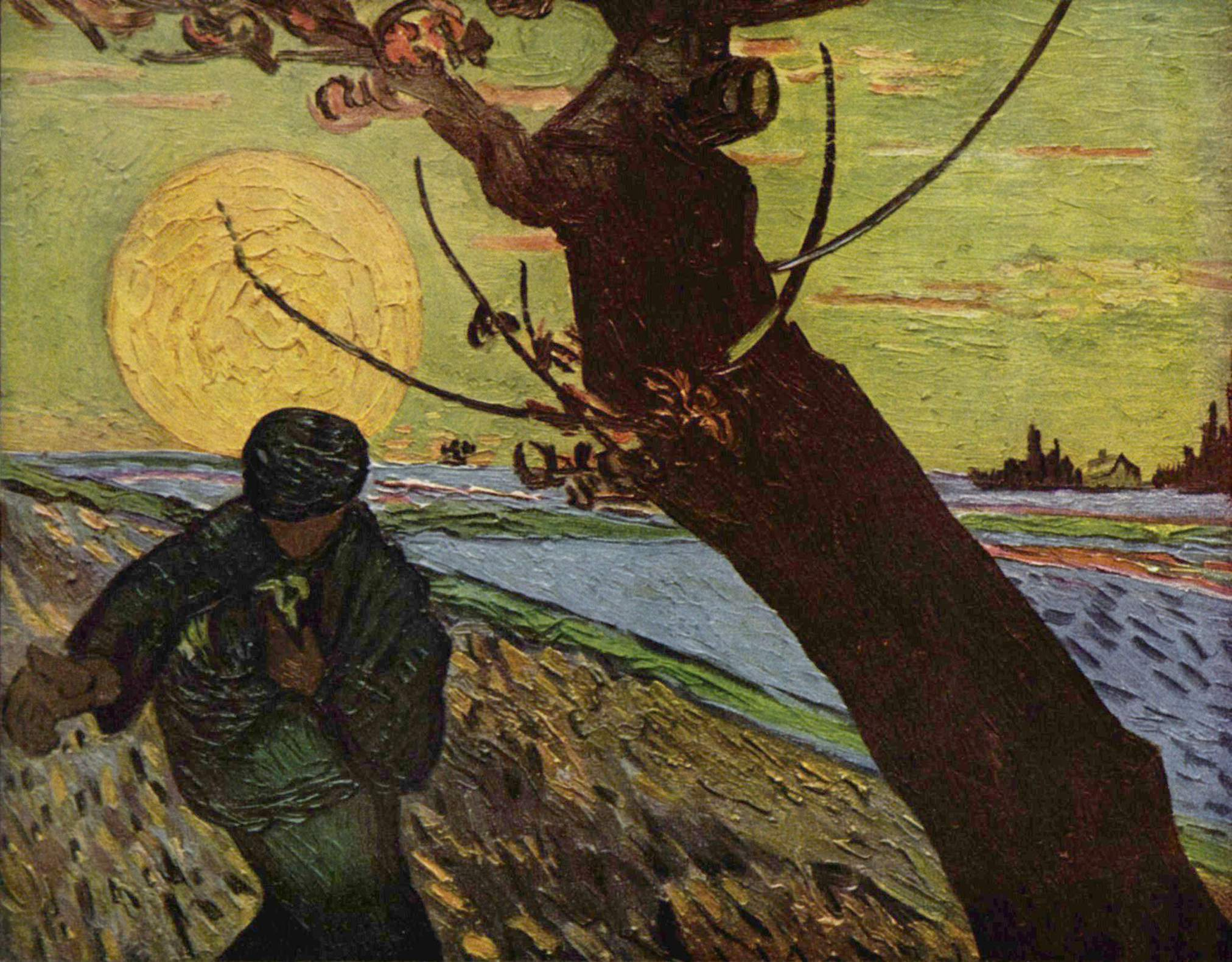
ゴッホ『日没を背に種まく人』
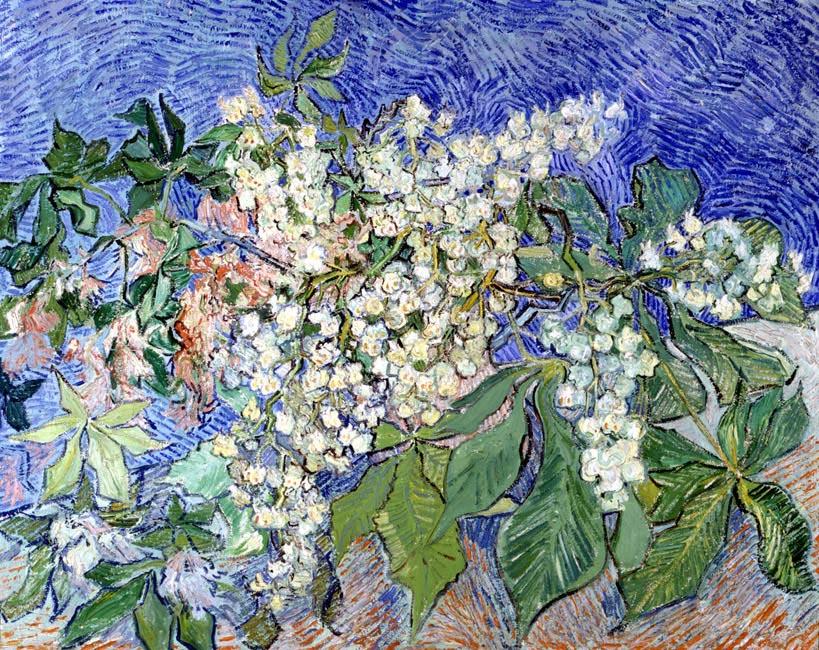
ゴッホ『花咲くマロニエの枝』【盗2008】
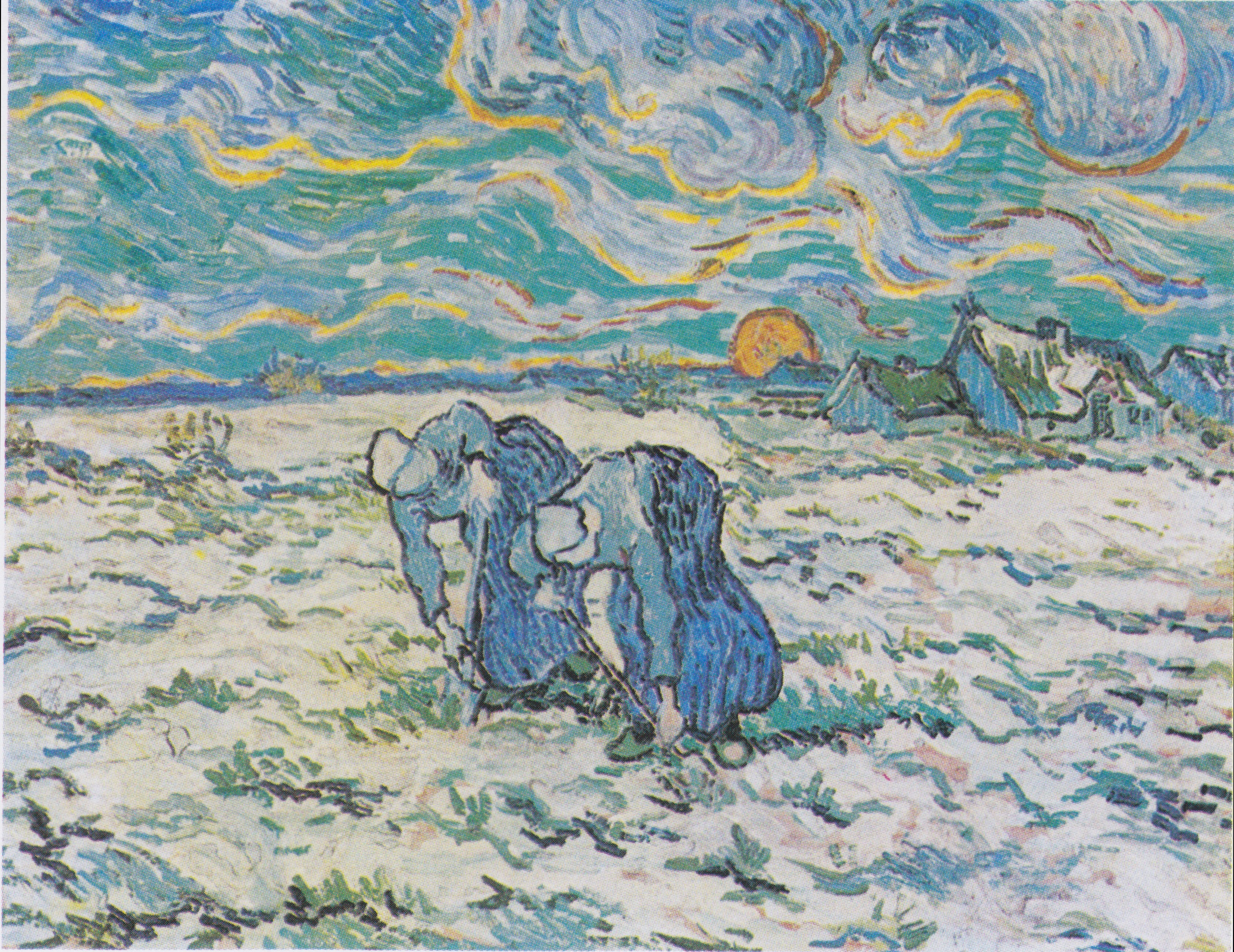
ゴッホ『二人の農婦』
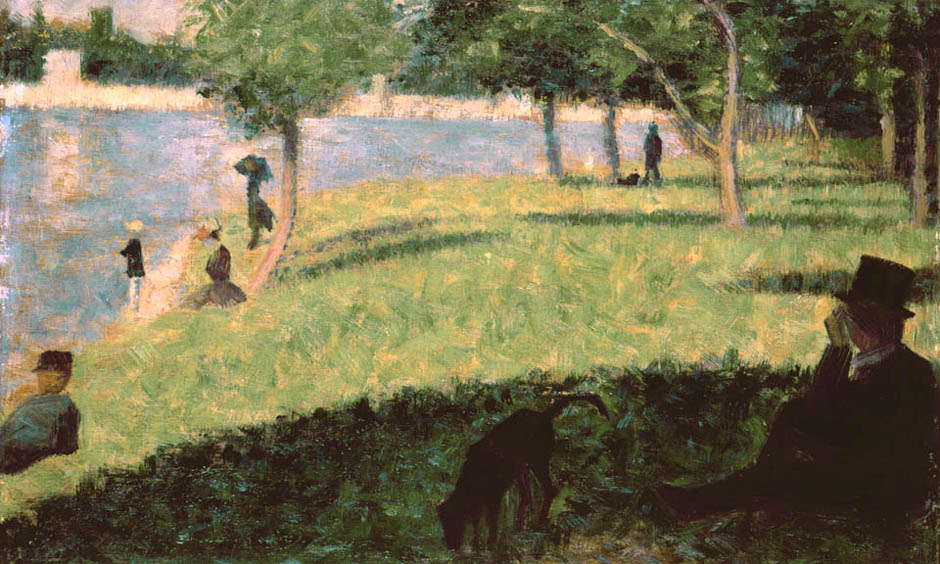
スーラ『グランド・ジャット島の日曜日の午後 (1884-1885)』
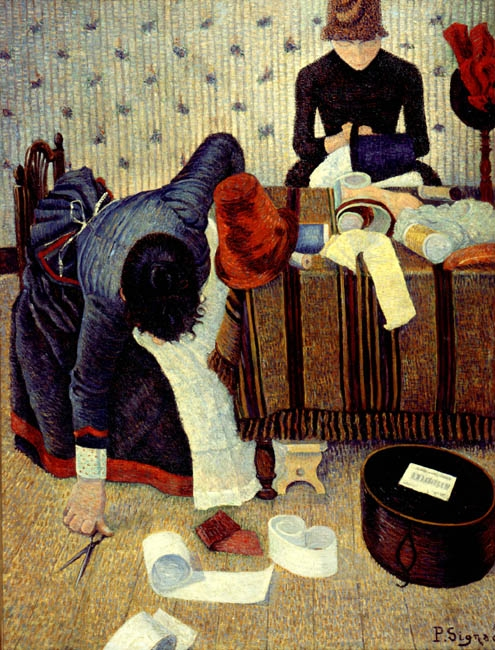
シニャック『婦人帽子店』
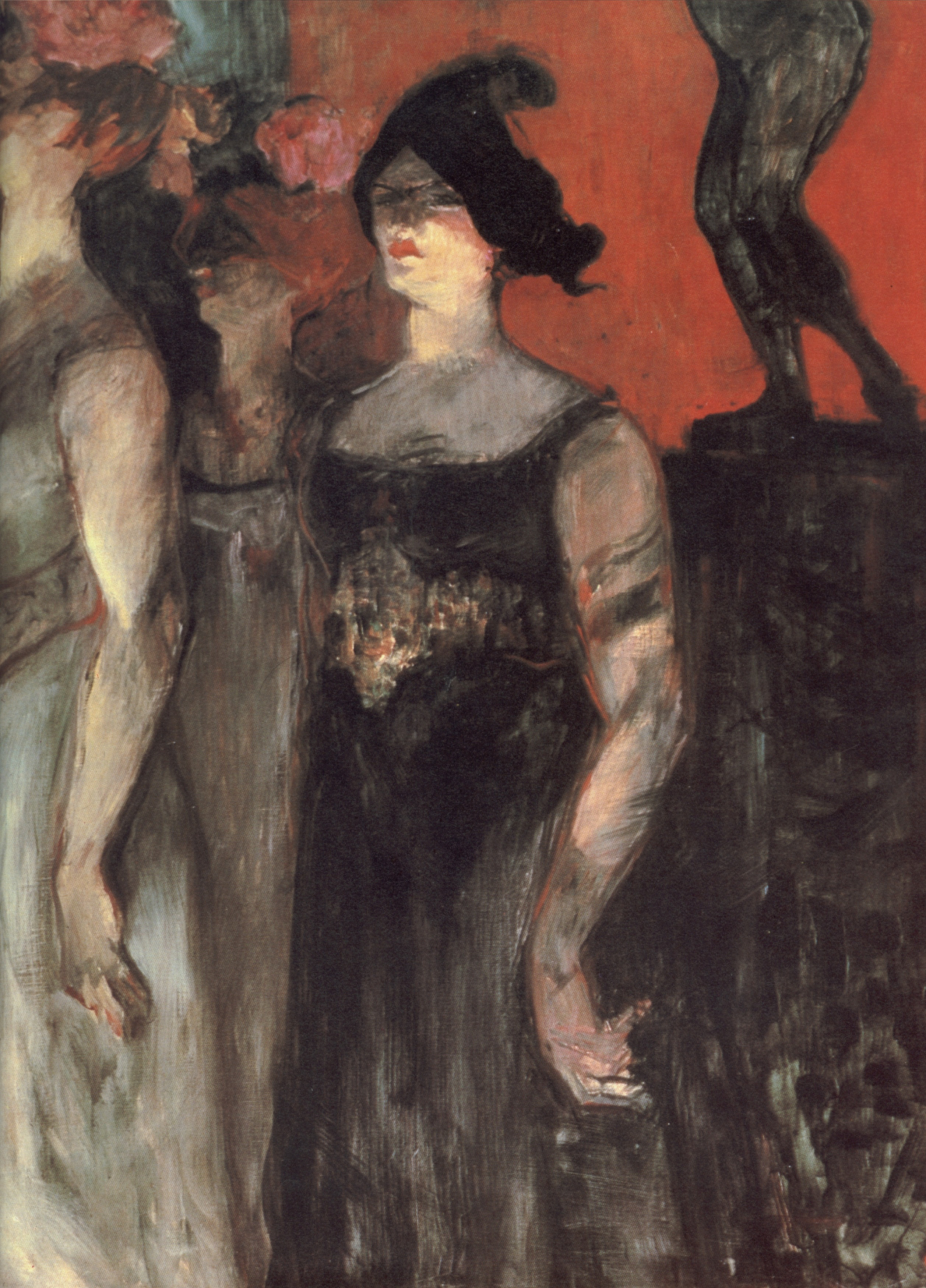
ロートレック『メッサリナ』
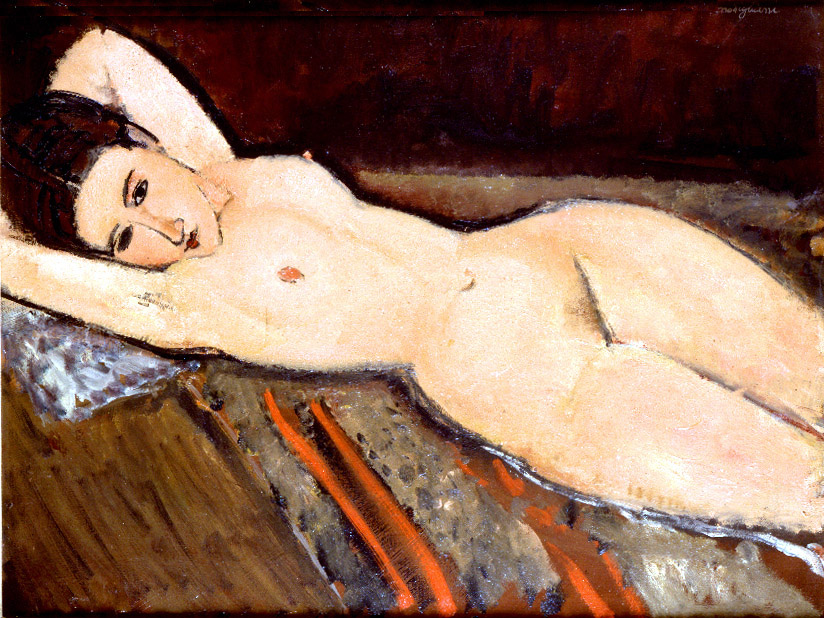
モディリアーニ『横たわる裸婦』
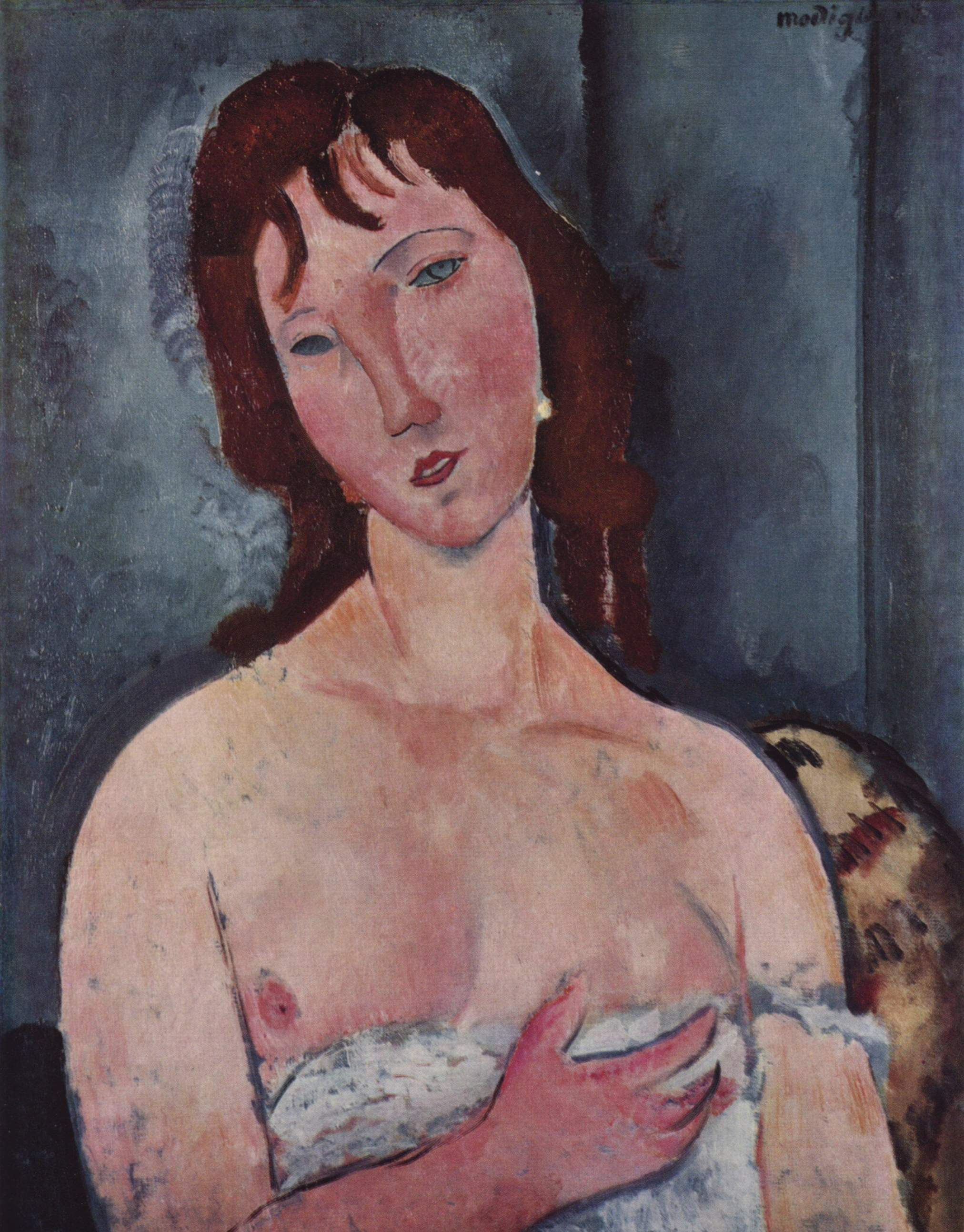
モディリアーニ Junge Frau

## 盗難
2008年2月10日、間もなく閉館という日曜日の夕刻、武装した国際強盗団が当館に押し入った。賊は学芸員に銃を突きつけ、ドガ、モネ、ゴッホ、セザンヌの油彩画4作品を強奪した。当時の共同通信の報道によれば、被害総額は1億8000万スイスフラン（約175億円）に上り、市警の担当者は、美術品の盗難事件としてはヨーロッパ史上最大規模であると述べた。盗まれたのは以下に挙げる4点であった。
- ドガ 『リュドヴィック・ルピック伯爵と娘たち』／※収蔵作品リストでの位置と画像は「#盗01」と「#盗01画」を参照（以下同様）。
- モネ 『ヴェトゥイユ近郊のひなげし畑』／※「#盗02」と「#盗02画」を参照。
- ゴッホ 『花咲くマロニエの枝』／※「#盗03」と「#盗03画」を参照。
- セザンヌ 『赤いチョッキの少年』 ／※「#盗04」と「#盗04画」を参照。

『ヴェトゥイユ近郊のひなげし畑』と『花咲くマロニエの枝』は、同年2月18日にチューリッヒ市内の精神科病院の駐車場に放置されていた自動車の後部座席から発見された。『赤いチョッキの少年』は、2012年4月12日、強奪に関与した容疑者らをセルビア共和国の首都ベオグラードで逮捕した際に自動車のドアパネルの中から発見された。残る『リュドヴィック・ルピック伯爵と娘たち』も同年に発見され、回収された。
この事件が発生したのを機に、当館は警備の見直しを余儀なくされたが、個人美術館にとって警備費用の増大は負担が大きく、ついに2015年5月31日付で閉館した。当館のコレクションは2020年にチューリッヒ美術館に移管されることになっている。

## 所在地
- スイス、チューリッヒ州、チューリッヒ、ツォリカー通り 172番地（現地語表記：Zollikerstrasse 172, 8008 Zürich）：※8008は郵便番号。

## 交通アクセス
- チューリッヒ中央駅からトラム。